# EgyptAir Express
EgyptAir Express é uma companhia aérea regional com base no Cairo, Egito. É uma subsidiária integral da estatal EgyptAir estabelecida em 2006 para oferecer aos passageiros maiores frequências em rotas domésticas e regionais através do uso de aeronaves de menores portes.
A companhia aérea tem sido um membro da Star Alliance, através da associação de sua empresa-mãe, a EgyptAir, desde julho de 2008.

## História
A EgyptAir Express foi criada em maio de 2006 e iniciou suas operações em 1.º de junho de 2007.
Em janeiro de 2018, foi anunciado que a companhia aérea abriria uma base no Aeroporto Internacional de Sharm el-Sheikh para sua frota de aeronaves Airbus A220, aumentando a quantidade de destinos servidos pela companhia aérea no aeroporto, com a possibilidade de operar sem escalas para cidades na Itália, Alemanha, Marrocos e Índia.

## Negócios corporativos

### Tendências de negócios
As principais tendências para a EgyptAir Express são mostradas abaixo (o final do ano é datado em 30 de junho):
|                                  | 2008  | 2009  | 2010  | 2011 | 2012 | 2013  |
| -------------------------------- | ----- | ----- | ----- | ---- | ---- | ----- |
| Rotatividade (E£m)               | 334   | 525   | 706   | 636  | 628  | 796   |
| Lucros (E£m)                     | 4     | 15    | 7     | −18  | −101 | 7     |
| Número de empregados             | n/a   | n/a   | n/a   | n/a  | n/a  | n/a   |
| Número de passageiros (m)        | 0.9   | 1.1   | 1.5   | 1.3  | 1.1  | 1.3   |
| Fator de carga de passageiro (%) | 81    | 76    | 77    | 75   | 72   | 79    |
| Número de aeronaves              | 6     | 12    | 12    | 12   | 12   | 12    |
| Notas/fontes                     | [ 5 ] | [ 5 ] | [ 6 ] | (*)  | (*)  | [ 8 ] |

- (*)Os números para os anos que terminam em 30 de junho de 2011 e 2012 foram adiados por causa da interrupção causada pela Revolução Egípcia, e os números refletem as rupturas ocorridas.[9]

## Frota

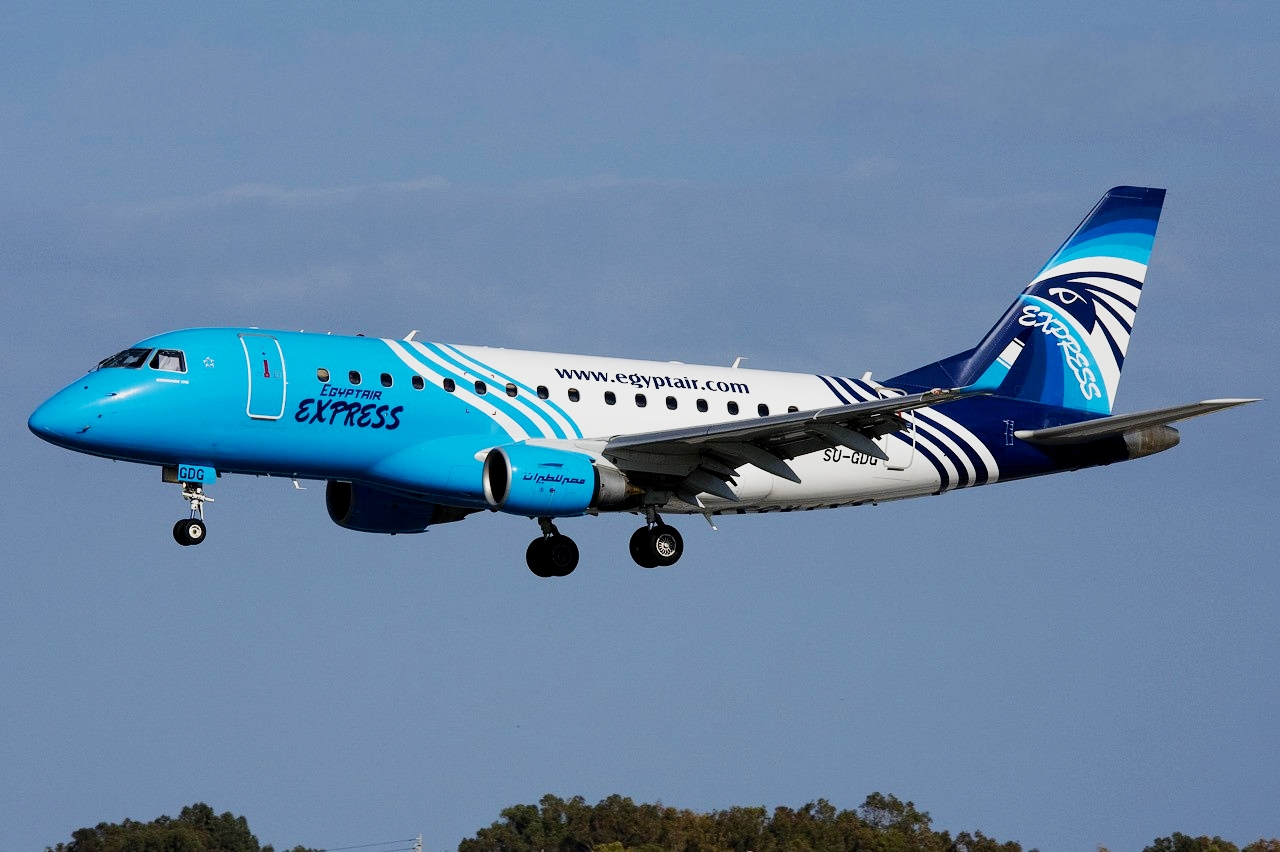
Um Embraer ERJ-170LR da Egyptair Express desembarcando no Aeroporto Internacional de Malta em 2011.

Em agosto de 2017, a frota da EgyptAir Express consistia nas seguintes aeronaves:
| Aeronave        | Em serviço | Ordens | Passageiros | Passageiros | Passageiros | Notas                                                                        |
| Aeronave        | Em serviço | Ordens | C           | Y           | Total       | Notas                                                                        |
| --------------- | ---------- | ------ | ----------- | ----------- | ----------- | ---------------------------------------------------------------------------- |
| Airbus A220-300 | —          | 12     | 16          | 110         | 126         | Ordens de novembro de 2018 até 2020. Encomendado com doze opções adicionais. |
| Embraer 170LR   | 12         | —      | 16          | 60          | 76          | Para ser substituído por Airbus A220-300                                     |
| Total           | 12         | 12     |             |             |             |                                                                              |